# Schletau
 Schletau  ist ein Ortsteil der Gemeinde Lemgow im Landkreis Lüchow-Dannenberg in Niedersachsen. Das Naturschutzgebiet Planken und Schletauer Post liegt östlich von Schletau, nördlich verläuft der Luciekanal.

## Geschichte
Am 1. Juli 1972 wurde Schletau in die Gemeinde Lemgow eingegliedert.